# Gianluca Vago
Gianluca Vago (Bovisio Masciago, 25 novembre 1960) è un patologo italiano, rettore dell'Università degli Studi di Milano dal 2012 al 2018 e presidente del Centro Nazionale di Adroterapia Oncologica dal 2019.

## Biografia
Si laurea in Medicina e Chirurgia nel 1985, specializzandosi poi nel 1988 in Anatomia patologica presso l'Università degli Studi di Milano, dove diviene professore ordinario nel 2002 presso il dipartimento di Scienze cliniche del polo universitario dell'Ospedale Luigi Sacco.
Dal dicembre 2010 dirige la scuola di specializzazione in Anatomia patologica. Dal febbraio 2012 è direttore dei servizi diagnostici dell'Istituto Clinico Humanitas, anch'esso sede del polo universitario della Statale.
Dal 2012 al 2018 è stato rettore dell'Università degli Studi di Milano, successore del professor Enrico Decleva. È stato anche presidente del Comitato regionale di coordinamento delle Università lombardo.
Il 24 ottobre 2018 è ufficializzata la sua nomina a presidente della Fondazione CNAO di Pavia a partire dal 2019.
Ha pubblicato più di 150 lavori su riviste internazionali, con H-index di 41 che vale la settantaquattresima posizione nella classifica Top Italian Scientists, VIA-Academy.